# Cratichneumon yakutatensis
Cratichneumon yakutatensis là một loài tò vò trong họ Ichneumonidae.